# Daniel Svensson (muzyk)
Daniel Svensson (ur. 20 listopada 1977 w Göteborgu) – szwedzki perkusista, znany przede wszystkim z występów w zespole In Flames, którego był członkiem w latach 1998–2015. Wcześniej grał w zespołach Diabolique i Sacrilege.
W 2015 roku porzucił działalność artystyczną na rzecz rodziny.

## Sprzęt
| Bębny firmy Tama - 16"x22" SC Bubinga Bass Drum - 16"x22" SC Bubinga Bass Drum - 5.5"x14" Bubinga Omni-Tune Snare Drum - 9"x12" SC Maple Tom Tom - 10"x13" SC Maple Tom Tom - 16"x16" SC Maple Floor Tom - 16"x18" SC Maple Floor Tom Osprzęt firmy Tama - Speed Cobra (HP910LS) - Iron Cobra Lever Glide Hi-Hat Stand (HH905) - 1st Chair Ergo-Rider Drum Throne (HT730) |  | Talerze perkusyjne Meinl - 14" Mb20 Heavy Soundwave Hihat - 16" Mb20 Heavy Crash - 10" Mb20 Rock Splash - 18" Mb20 Heavy Crash - 22" Mb20 Heavy Bell Ride - 18" Mb20 Rock China - 18" Mb20 Heavy Crash - 8" Classics High Bell - 16" Mb20 Heavy Crash |

## Dyskografia
- In Flames – Colony (1999, Nuclear Blast)
- In Flames – Clayman (2000, Nuclear Blast)
- In Flames – Reroute to Remain (2002, Nuclear Blast)
- In Flames – Soundtrack to Your Escape (2004, Nuclear Blast)
- In Flames – Come Clarity (2006, Nuclear Blast)
- In Flames – A Sense of Purpose (2008, Nuclear Blast)
- In Flames – Sounds of a Playground Fading (2011, Century Media Records)
- In Flames – Siren Charms (2014, Sony)